# Ludwig Zamenhof
Ludwig Lejzer Zamenhof (polska: Ludwik Łazarz Zamenhof), också känd som: Doktoro Esperanto, född 15 december 1859 i Białystok i dåtida Kejsardömet Ryssland (i nuvarande Polen), död 14 april 1917 i Warszawa i Rysslands tyskockuperade del (i nuvarande Polen), var en polsk-judisk ögonläkare och språkforskare och skaparen av esperanto, det planspråk som har den största utbredningen i världen.

## Uppväxt och språkstudier
Zamenhof föddes i Białystok i Polen, som då var en del av det ryska imperiet. Befolkningen i hemorten bestod av ryssar, polacker, tyskar och en stor grupp jiddisch-talande judar. Han talade förutom språket från hemmet – ryska – även tyska och polska flytande. Senare lärde han sig också engelska, franska, grekiska, latin, hebreiska och intresserade sig också för italienska, spanska, litauiska och jiddisch.

## Esperanto

### Idén till ett konstgjort språk
Zamenhof bekymrade sig redan tidigt i sitt liv över hur mycket bråk och oenighet som uppstod mellan befolkningsgrupperna på grund av deras skilda språk, och på grund av de missförstånd som blev följden. Han såg ett behov av ett gemensamt språk, som skulle tjäna som ett neutralt kommunikationsmedel mellan grupper av skilda etniska och språkliga bakgrunder.
Under sin tid som elev vid gymnasiet i Warszawa började han göra försök att själv åstadkomma något av det slaget och han skapade ett språk, som hade en mycket utvecklad men också invecklad grammatik. Under sina studier av engelska, franska, latin och grekiska bestämde han sig för att ett internationellt språk måste ha en enkel och okomplicerad grammatik som byggde på ett omfattande bruk av ändelser för att skapa nya ord och ordformer.

### Lingwe uniwersala
1878 vid knappt 19 års ålder var hans projekt Lingwe uniwersala praktiskt taget färdigt, men han insåg, att det knappast var värt besväret att vid så låg ålder publicera sin idé. Efter sin gymnasieexamen började han att studera medicin, först i Moskva och senare i Warszawa och 1885 blev han färdig med sina medicinska studier och började praktisera som ögonläkare. Medan han arbetade med att bota patienter fortsatte han att bearbeta sitt projekt. En tid var hans stora problem att skaffa fram pengar för att ha råd att trycka upp en liten bok med beskrivning av det nya språket.

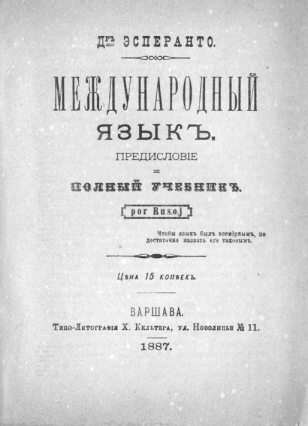
Omslaget till Lingvo Internacia på ryska från 1887.

### Doktoro Esperanto
Efter två år fick han finansiell hjälp av fadern till sin blivande hustru och 1887 kunde han ge ut boken med titeln Doktoro Esperanto. Lingvo internacia. Antauparolo kaj plena lernolibro  (Doktor Hoppfull: Internationellt språk. Förord och komplett textbok).
För Zamenhof var esperanto inte bara ett kommunikationsmedel, utan ett medel för att sprida sina idéer om en fredlig samexistens mellan skilda folk och kulturer. Han utvecklade senare en medmänsklighetslära som han kallade Homaranismo, som bygger på samma idéer.

### Esperantorörelsen
Zamenhof kom att bli ett slags informell ledare för den Esperanto-rörelse som uppstod i världen, utan att det innebar någon maktställning. Esperantister runt om i världen kallade honom Mäster och man beundrade honom som en osedvanlig medmänniska. Själv ville han inte kännas vid denna titel och han innehade aldrig någon post inom rörelsen.

## Familj
Gift med: Klara Zamenhof, född den 5 oktober 1863
Barn :
- Adam, född den 11 juni 1888
- Zofia, född den 15 december 1889
- Lidia, född den 29 januari 1904

## Utmärkelser
Asteroiden 1462 Zamenhof är uppkallad efter honom.

## Galleri

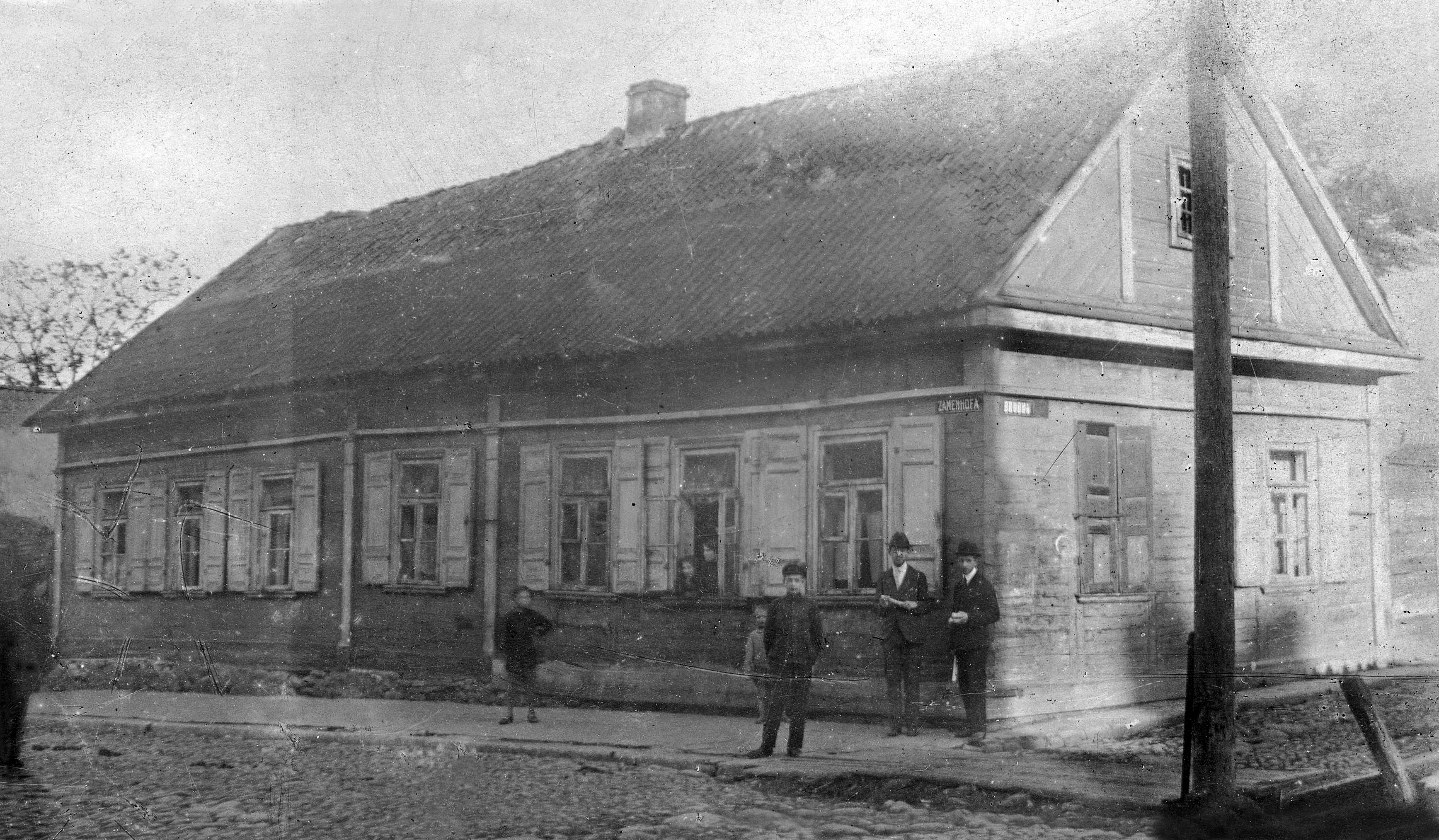
Ludwik Zamenhofs födelsehem i Bialystok. Fotot taget efter 1919 då Zielona gatan bytt namn till Zamenhof gatan.
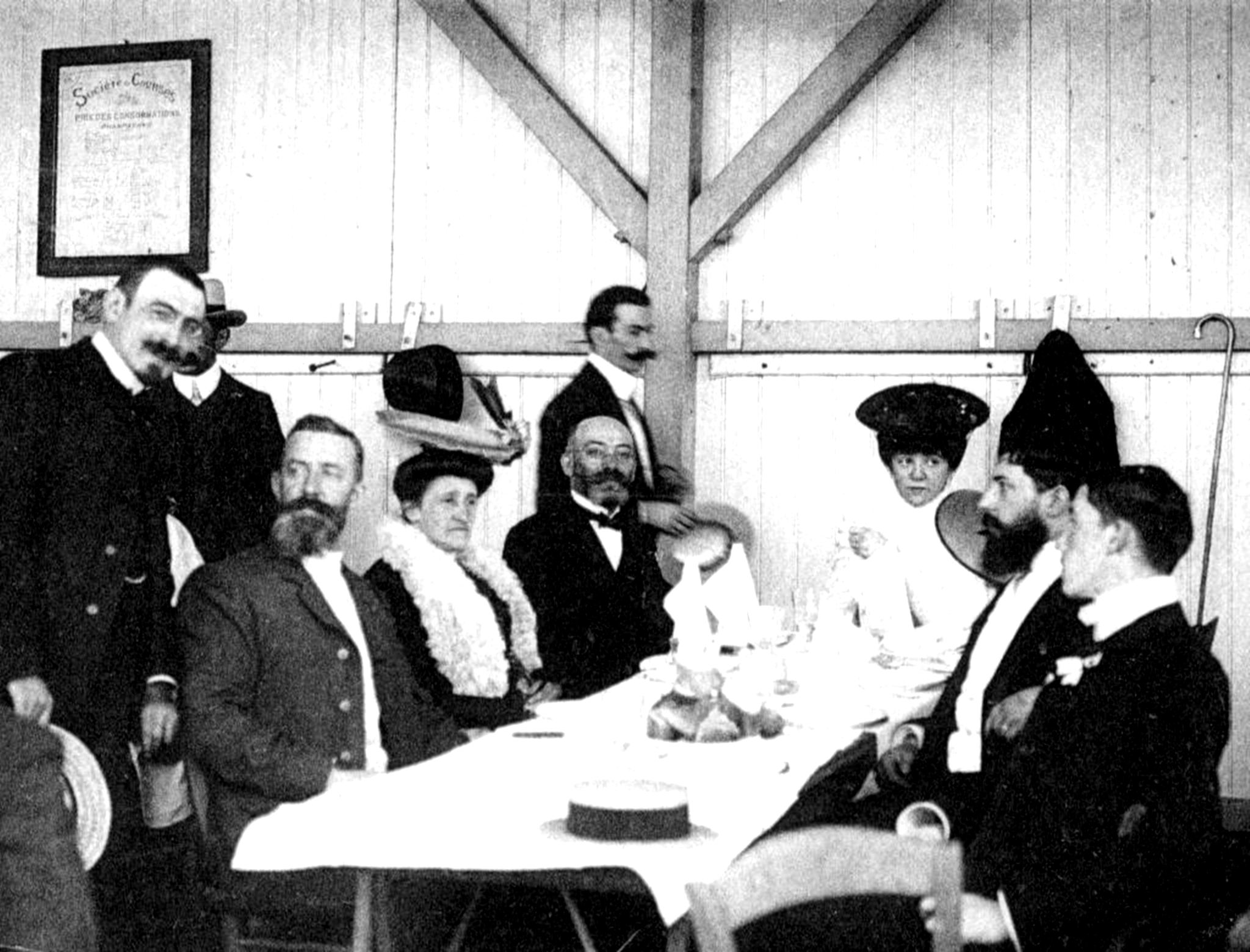
Familjen Zamenhof vid första Esperanto Kongressen i Bolonga 1905.
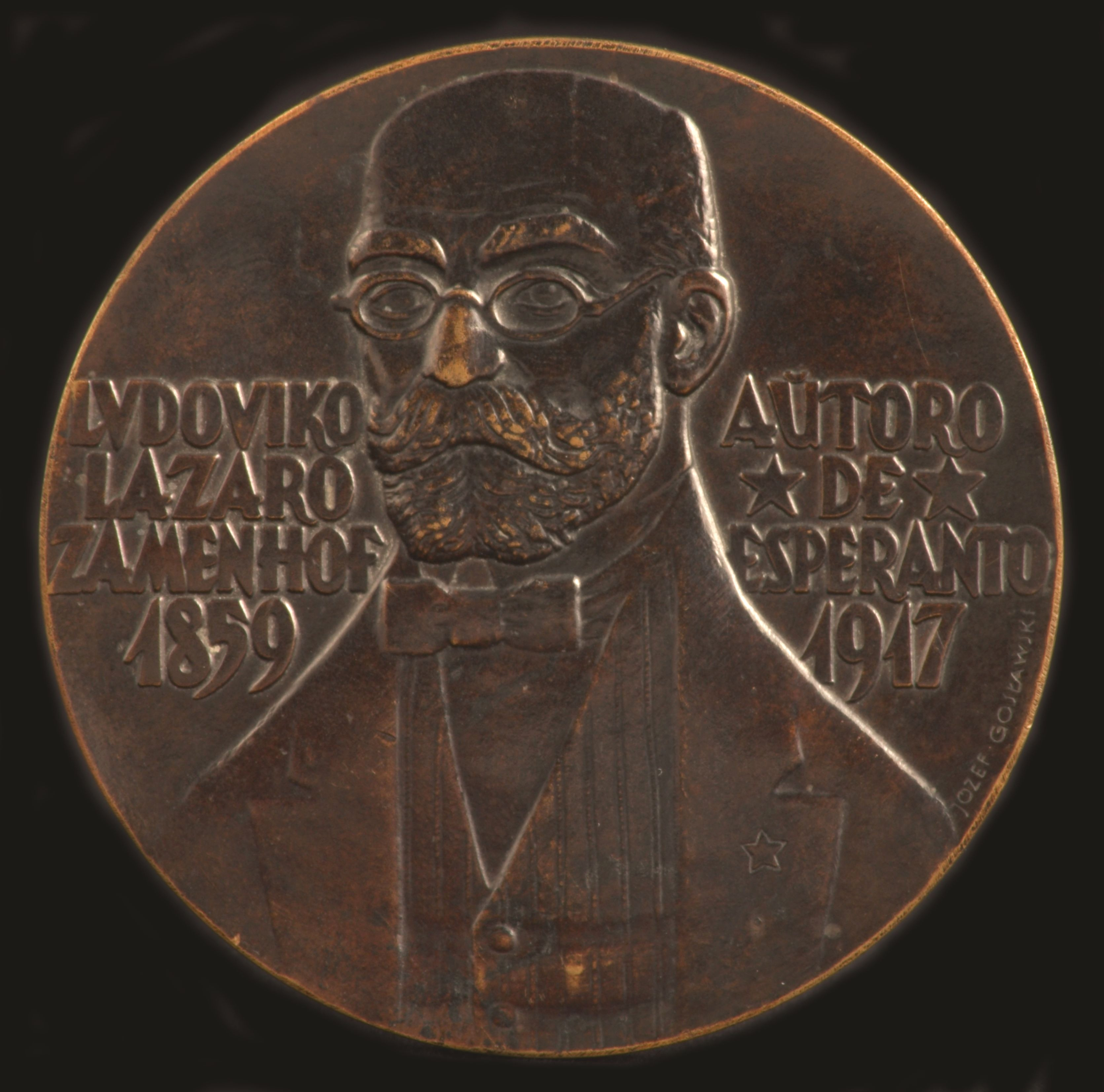
Medalj med Ludwig Zamenhof, graverad av Józef Gosławski, 1959.
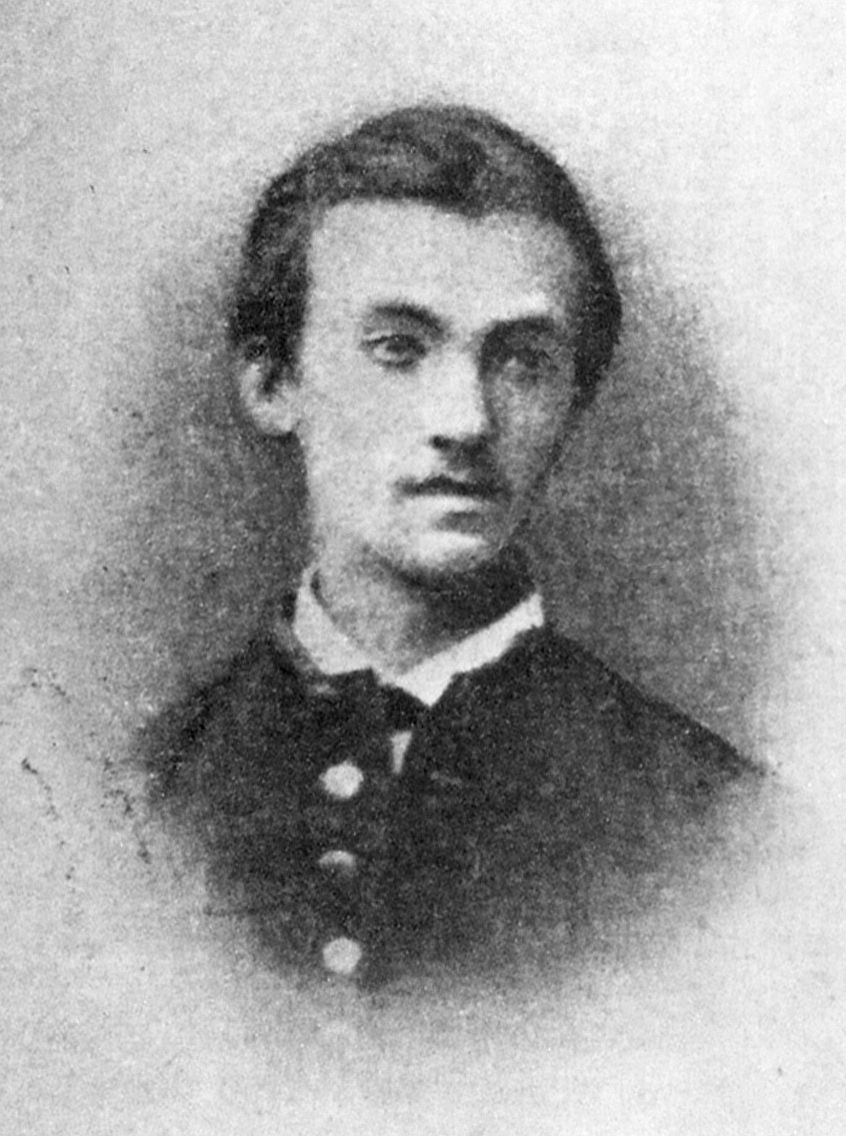
Ludwig Zamenhof 1879.
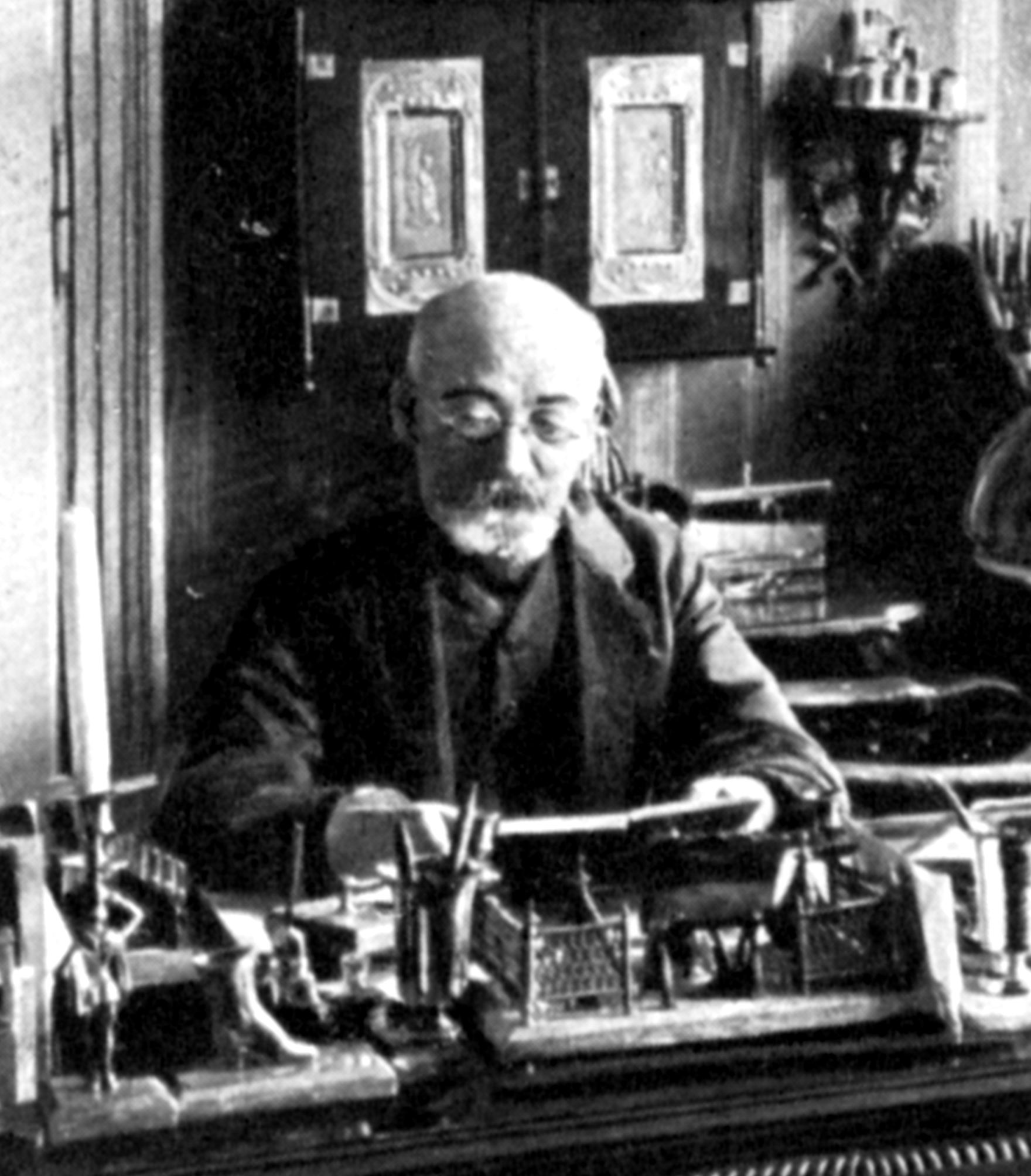
Ludwig Zamenhof 1910.
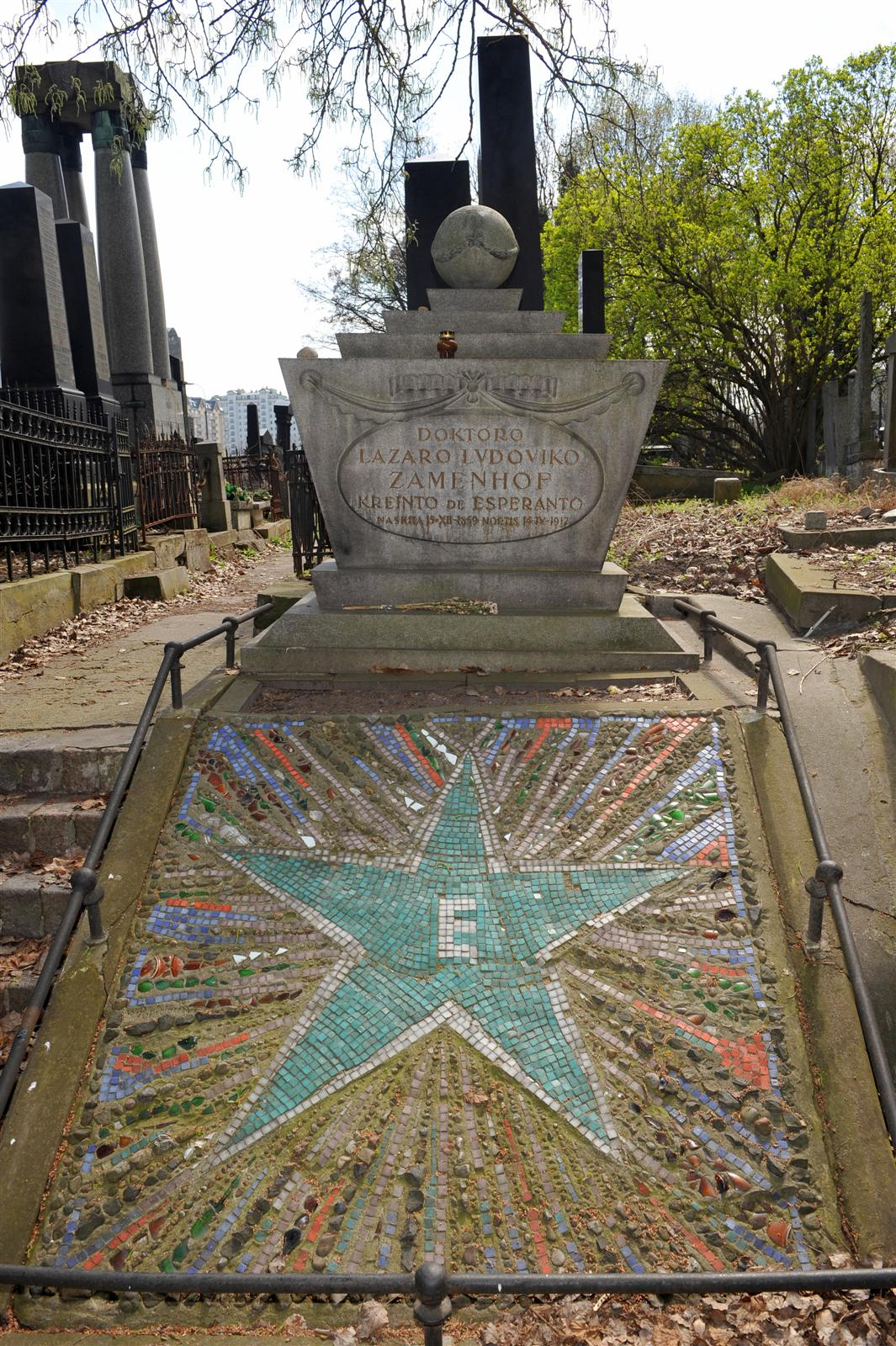
Ludwig Zamenhofs grav i Warszawa.